# Philip Morris (Tabakhändler)

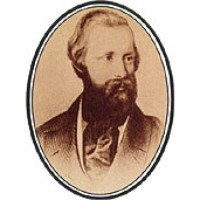
Philip Morris

Philip Morris (* 1835; † 1873) war ein britischer Tabakhändler und Zigarren-Importeur. Er wurde zum Namensgeber für die 1902 in New York City gegründete Philip Morris & Co., Ltd.
Anfang 1840 hatten seine aus Deutschland stammenden Verwandten, Onkel Joseph und Vater Bernard Morris, als Zigarren-Hersteller in der Halfmoon Passage in Whitechapel Bankrott angemeldet. 1847 eröffnete die Familie Morris ein Geschäft an der Bond Street in London. Um 1854 begann er die Herstellung eigener Zigaretten. 1870 führte er die Marken Philip Morris Cambridge und Philip Morris Oxford Blues ein. Morris starb 1873, seine Witwe Margaret und sein Bruder Leopold Morris führten seine Geschäfte weiter.